# Aho-dong
Aho-dong är en stad i provinsen Södra Hwanghae i Nordkorea. Staden är belägen precis vid gränsen mellan Nord- och Sydkorea. Från centrum är det endast 7 km till gränsen.